# Поляков, Юрий Фёдорович (поэт)
Юрий Фёдорович Поляков (1920 — 7 августа 1941, Kelu, Ляэнемаа) — советский поэт.

## Биография
Юрий Поляков родился в 1920 году. Жил в Ленинграде. В марте 1934 года участвовал в городском конкурсе юных дарований, на котором получил одну из двух первых премий. Осенью того же года поступил в Детский литературный университет («Дом детской литературы»), созданный С.Я. Маршаком при содействии С. М. Кирова. Вместе с Поляковым в нём обучались и другие молодые поэты: Александр Гольдберг, Александр Карякин, Александр Катульский, Ростислав Кетлер, Владимир Копман,  Илья Меерович, Вера Скворцова. Литературные занятия вёл сам Маршак, а также Т. Г. Габбе, 3. М. Задунайская, А. И. Любарская, С. К. Безбородов, Е. Л. Шварц, Д. И. Хармс, Н. А. Заболоцкий, Л. И. Пантелеев.
В 1937 году Поляков поступил на исторический факультет Ленинградского государственного университета. После начала Великой Отечественной войны в июле ушёл добровольцем на фронт в составе Народного ополчения и вскоре погиб близ Кэлу,  Эстонская ССР.
Маршак в детских стихах Полякова находил бутафорскую романтику, экзотичность сюжетов и высокопарность формы, что считал ненужным заимствованием у взрослых авторов. Но в последние годы перед войной поэзия Полякова изменилась, он стал писать без напускного пафоса, отражая свои истинные чувства. Пережившие блокаду Ленинграда, эти стихи понравились Маршаку, который признал поэтический талант своего рано ушедшего из жизни ученика. Стихи вошли в сборник «День поэзии» 1964 года, посвящённый погибшим ленинградским авторам и впоследствии неоднократно публиковались в других сборниках.

## Стихи
- 1939 — «Батарея»
- 1940 — «Крузенштерн»
- 1941? — «На краю страны, у границы...»